# Milan Šufflay
Milan Šufflay (8 novembre 1879 - 19 février 1931) est un historien et homme politique croate. Il est l'un des fondateurs de l'albanologie et l'auteur du premier roman de science-fiction croate. En tant que nationaliste croate, il est persécuté dans le royaume de Yougoslavie et son assassinat provoque une médiatisation d'ampleur internationale.

## Jeunesse
Šufflay est né dans une famille de la petite noblesse à Lepoglava, dans le royaume de Croatie-Slavonie, d'Augustin Šufflay (1847-190?), enseignant, et de Franciska Welle von Vorstern (1847–1910), une Hongroise issue de la minorité allemande venant d'Osijek.  Le blason de la famille est inclus dans Der Adel von Kroatien und Slavonien (1899) comme "Sufflay de Otrussevcz". Leur nom d'origine était Sufflei ou Schufflei, et leur domaine était Otruševec .
Il étudie dans un lycée de Zagreb et étudie l'histoire à l'Université de Zagreb. Il obtient son doctorat en 1901 dans cette même université en soutenant sa thèse intitulée la Croatie et la dernière tentative de l'empire d'Orient sous le sceptre des trois Komnenos (1075–1180). C'est un élève brillant tant au lycée qu'à l'université. Déjà pendant ses études, il parle le français, l'allemand, l'italien, l'anglais, toutes les langues slaves, ainsi que le latin, le vieux grec et le grec moyen. Plus tard dans la vie, il apprend le grec moderne, l'albanais, l'hébreu et le sanskrit. Tadija Smičiklas considère Šufflay comme son élève le plus doué et le prend comme assistant lors de la rédaction du Codex Diplomaticus de l'Académie croate des sciences et des arts.
Šufflay devient un historien des Balkans. Il est convaincu que l'histoire des Croates ne peut être étudiée correctement qu'à travers cette perspective. Cette conviction est en contradiction avec l'opinion dominante des historiens croates selon laquelle les Croates sont des représentants de l'Occident, par opposition aux peuples des Balkans. Ignorant la proposition du sénat universitaire, le Ban Pavao Rauch le nomme professeur d'université à Zagreb en 1908. Cependant, lorsque son cousin éloigné et ennemi Nikola Tomašić devient lui-même Ban en 1910, Šufflay doit quitter l'université. N'étant plus exempté du devoir militaire en tant que professeur d'université, il est mobilisé au début de l'année 1915. Il est cependant rapidement libéré pour cause de maladie. C'est pendant cette période qu'il écrit ses œuvres les plus importantes.

## Politique

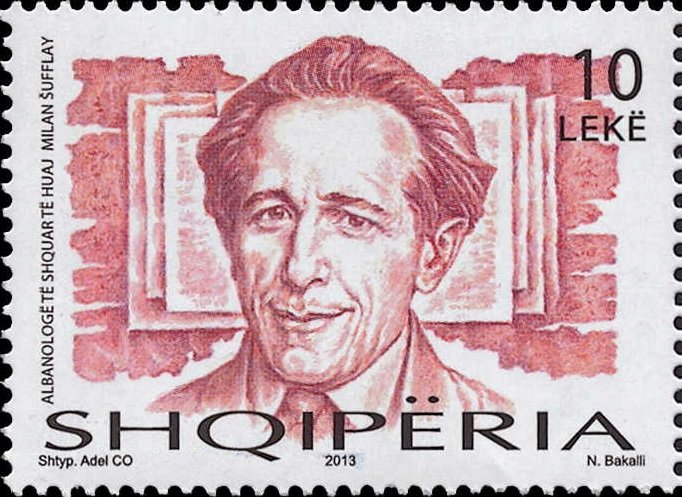
Šufflay sur un timbre de l'Albanie de 2013

Dans le nouvel État, le royaume des Serbes, Croates et Slovènes, il est arrêté pour haute trahison et accusé d'espionnage pour une puissance étrangère avec Ivo Pilar, un autre historien croate. Leur avocat de la défense est Ante Pavelić, à l'époque chef du Parti des droits et associé de Šufflay. Šufflay est condamné à trois ans et six mois de prison. La réaction à la condamnation est plus forte à l'étranger qu'en Croatie, des collègues scientifiques de nombreux pays ayant tenté d'obtenir sa libération mais sans succès. Il purge partiellement sa peine dans la prison de Sremska Mitrovica, puis en est libéré à plus de la moitié, en 1922. Il retourne alors à ses travaux scientifiques.
En 1924, Šufflay rédige son premier roman de science-fiction, Sur le Pacifique en 2255, qui est considéré comme le premier roman de science-fiction croate. 
En 1924, Šufflay devient membre de la direction du Pur parti croate du droit (Hrvatska čista stranka prava en croate), parti politique independantiste croate inspiré par les travaux de Josip Frank, lui-même fervent nationaliste. Le parti n’avait pas réussi à remporter plus que quelques sièges sur les 300 de la chambre législative.
En 1928, lorsque Stjepan Radić est assassiné au parlement yougoslave un an avant que le roi Alexandre Ier impose sa dictature, Šufflay écrit Hrvatska u svijetlu svjetske historije i politike (en français : La Croatie à la lumière de l'histoire et de la politique du monde). Il y écrit que le peuple croate souffre sous la dictature yougoslave et qu'il doit s'en libérer. Il affirme que la frontière entre les civilisations occidentale et orientale est matérialisée par la rivière Drina : "frontière destinée sur la rivière Drina sur laquelle le puissant Empire romain s'est brisé en deux... frontière à la fois spirituelle et culturelle".
Le peuple croate est passé par la réplique romano-occidentale, tandis que le peuple serbe est passé par le byzantin-turc. Par conséquent, la psyché des deux peuples est essentiellement différente, même si les langues sont similaires. L'unification des deux peuples signifierait une neutralisation et une contrainte prudente. Centraliser ici signifierait faire de la Croatie un cobaye pour des expériences de vivisection. Ma thèse est que la nation croate, en tant que citoyen du grand empire de la civilisation occidentale, a le droit d'élever la voix contre toute oppression.
Ceux qui connaissent l'histoire savent que l'idée yougoslave n'a pas de dynamique. Ce n'est rien comparé à la puissante idée croate. En Croatie, l'idée yougoslave est une épave peu profonde sous laquelle bout le volcan national croate; seule une poussée subtile est nécessaire pour la faire éclater.
Pour moi personnellement, en tant que philosophe et Croate à l'esprit ouvert, c'est la même chose que je reste enchaîné à la cour ou à un pénitencier, ou que je sorte dans la fausse liberté du plus grand donjon dans lequel - Dieu merci, seulement temporairement ! - la nation croate souffre!
La thèse de Šufflay sur la délimitation offerte par la rivière Drina influence plus tard l'irrédentisme de la Grande Croatie.
En 1928, il est nommé professeur à l'Université de Budapest, poste qu'il ne peut accepter, faute de passeport.
À la demande du gouvernement albanais et de l'Académie des sciences de Vienne, il poursuit le travail de Jireček et Thalloczy en éditant le troisième livre du Codex albanicus, une collection d'archives. En 1931, il obtient finalement un passeport et se rend en Albanie pour signer un contrat afin de contribuer aux Acta Albaniae.

## Meurtre
Des membres de l'organisation du régime, Jeune Yougoslavie, sous protection royale, lui tendent une embuscade à sa porte à Zagreb et le tuent avec un marteau, en lui brisant le crâne. Puis ils entrent par effraction dans son appartement et prennent le manuscrit du troisième livre du Codex albanicus[réf. nécessaire] . Il n'y eut jamais d'enquête sur les criminels. Les autorités nièrent avoir eu connaissance des assaillants.
Albert Einstein et Heinrich Mann envoient une lettre à la Ligue internationale des droits de l'homme à Paris appelant le public culturel mondial à protester contre le meurtre de Milan Šufflay et appelant à la protection des scientifiques croates contre le régime yougoslave. L'appel est adressé à la Ligue des droits de l'homme basée à Paris et fait la une du New York Times le 6 mai 1931,. Cet appel accusait le roi de complicité,.
En juin 1940, dans la Banovine de Croatie, un procès a lieu pour le meurtre de Šufflay.
Les meurtriers sont les agents de police Belošević et Zwerger, qui ont fui vers Belgrade. Toutes les tentatives ultérieures de la Banovine de Croatie pour les faire extrader échouèrent.

## Travaux
- Hrvatska i zadnja Pregnuća istočne imperije pod žezlom triju Komnena (La Croatie et les derniers efforts de l'Empire d'Orient sous les Trois Comnénus, 1901)
- Die Dalmatinische Privaturkunde (Actes privés dalmates, 1904)
- Acta et diplomata res Albaniae mediae aetatis illustrantia (Documents diplomatiques et autres sur l'Albanie médiévale, avec Jireček et Thalloczy, Vienne, premier livre en 1913, deuxième livre en 1918)
- Kostadin Balšić (1392-1401): historijski roman u 3 dijela (Kostadin Balšić: un roman historique en trois parties, 1920)
- Srbi i Arbanasi (Serbes et Albanais, 1925)
- Dieu Na Pacifiku. 2255 .: metagenetički roman u četiri knjige (On the Pacific in 2255: A Metagenetic Novel in Four Books, imprimé pour la première fois sous forme de livre en 1998)
- Hrvatska u svijetlu svjetske historije je politike : dvanaest eseja (La Croatie à la lumière de l'histoire et de la politique du monde: douze essais, 1928, réimprimé en 1999)
- Hrvati u sredovječnom svjetskom viru (Croates in the Global Medieval Upheaval, 1931)
- Izabrani eseji, prikazi i članci (Essais, critiques et articles sélectionnés, 1999)
- Izabrani eseji, rasprave, prikazi, članci i korespondencija (Essais sélectionnés, discussions, critiques, articles et correspondance, 1999)
- Izabrani politički spisi (Œuvres politiques sélectionnées, publié par Stoljeća hrvatske književnosti, 2000)